# Lauerskreuz

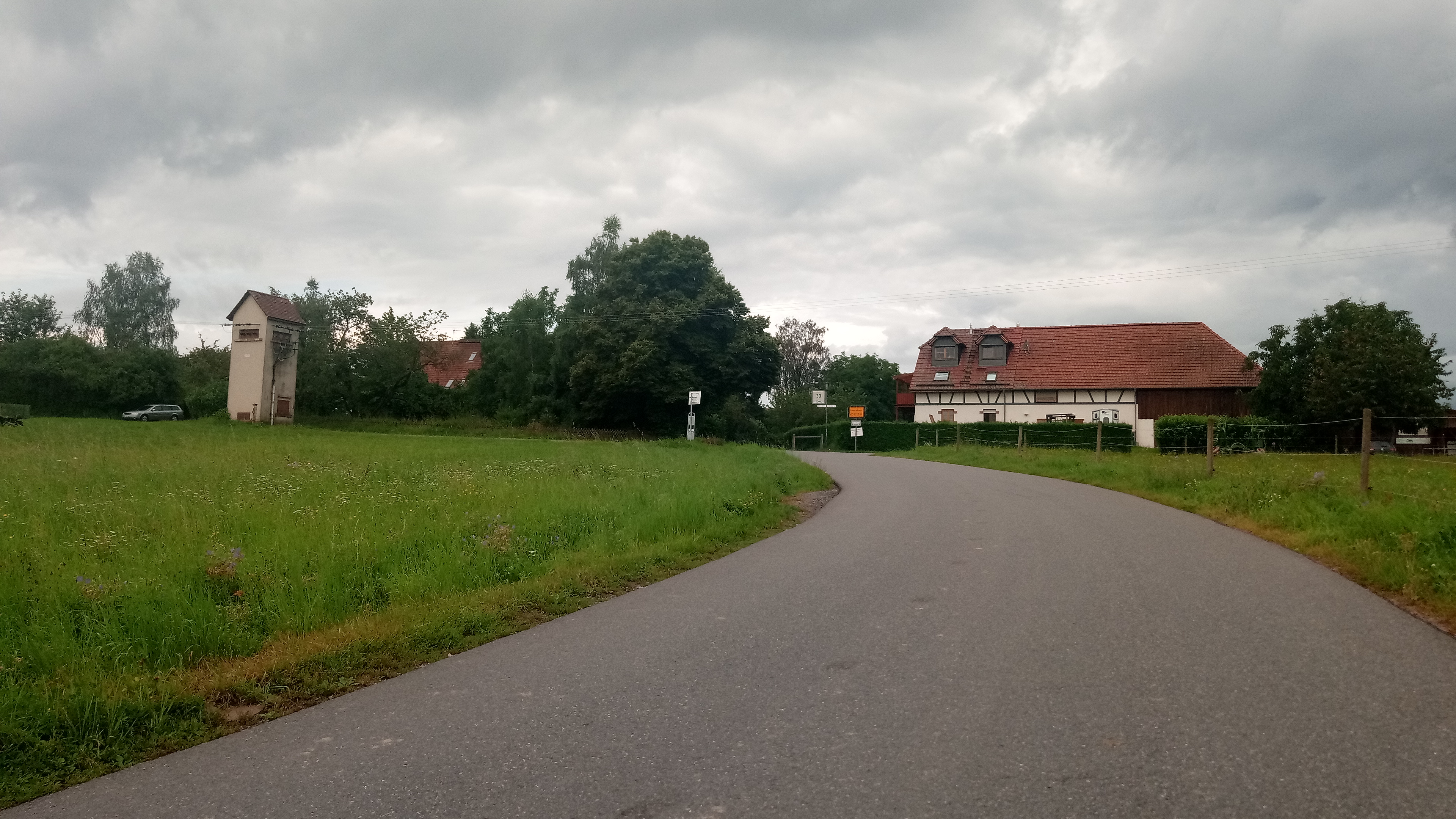
Ansicht von Osten nach Lauerskreuz

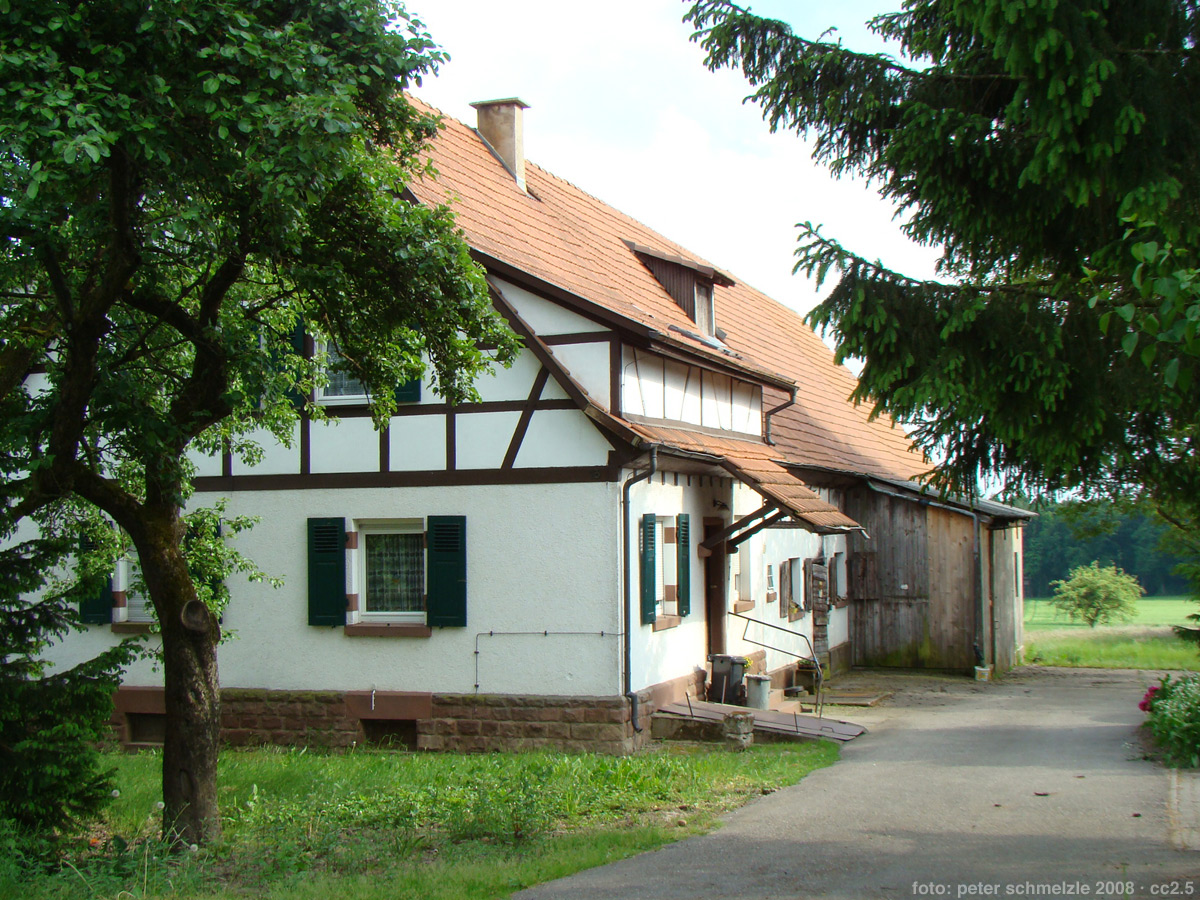
Bäuerliches Anwesen in Lauerskreuz

Lauerskreuz ist ein Ortsteil von Neckargerach im Neckar-Odenwald-Kreis im nördlichen Baden-Württemberg.

## Geografie
Der Ort liegt rund zwei Kilometer nördlich des am rechten Neckarufers liegenden Hauptorts Neckargerach auf dem Geländeanstieg zu den Höhenzügen des sich nördlich ausdehnenden Odenwaldes.

## Geschichte
Lauerskreuz ist eine von Neckargerach aus erfolgte Ausbausiedlung. Der Ort erhielt seinen Namen nach einem alten Sühnekreuz, das sich an der von Neckargerach zur Siedlung führenden Straße befindet. Um die Geschichte des aus dem 16. oder 17. Jahrhundert stammenden Kreuzes ranken sich verschiedene Legenden, es wird jedoch schon seit jeher als Lauerskreuz bezeichnet. Das Kreuz gab dem Gewann seinen Namen und nach Rodung eines Waldstücks auch der dort entstandenen Siedlung und der sie erschließenden Straße.
Die Siedlung geht auf die Initiative der Badischen Landessiedlung zurück und wurde von 1936 bis 1938 längs einer leicht geschwungenen, von West nach Ost verlaufenden Stichstraße angelegt. Auf einer Länge von etwa 400 Metern befinden sich links und rechts der Straße jeweils sechs zweigeschossige bäuerliche Anwesen ähnlichen Zuschnitts mit kombinierten Wohn- und Wirtschaftsgebäuden sowie Nebenbauten. Die Hauptgebäude auf der südlichen Straßenseite stehen jeweils giebelseitig zur Straße, die beiden mittleren Anwesen auf der nördlichen Straßenseite stehen traufseitig.
Die Siedlung war als Selbstversorgersiedlung geplant, die Bauernhöfe sollten als Erbhöfe jeweils in Familienbesitz bleiben. Für den Bezug eines Hauses mussten sich Interessenten erst bewerben, als Zugangsvoraussetzungen galten u. a. ein Gesundheitsattest, Ariernachweis und Ehestand. Der Preis für ein Gebäude mit insgesamt 11,3 Hektar Gelände betrug 23.150 Reichsmark, von denen 2800 Reichsmark in bar erbracht werden mussten, während der Rest langfristig über einen Kredit finanziert werden konnte, dessen Tilgung sich in den meisten Fällen erst nach dem Zweiten Weltkrieg ereignete. Die Gebäude wurden als Rohbauten übergeben und musste teilweise von den Bewohnern in Eigenleistung fertig ausgebaut werden. Bis 1939 waren alle zwölf Höfe von Siedlerfamilien bezogen, neben elf Landwirten auch ein Dorfschmied, dessen Gebäude von vornherein als Schmiede mit einigen Unterschieden zu den elf landwirtschaftlichen Anwesen geplant worden war. Das zu den Höfen gehörende Gelände war auf acht bis neun Parzellen in verschiedenen Gewannen parzelliert. Zum Gesamtgelände der Siedlung zählten anfangs auch noch 35 Hektar Wald, die von den Siedlern selbst zu roden und in Ackerland umzuwandeln waren.
Nach dem Zweiten Weltkrieg wurden sechs Siedlerstellen frei, die von Heimatvertriebenen aus dem Sudetenland und aus Ostpreußen besetzt wurden. Die Siedlung ist bis heute insbesondere landwirtschaftlich geprägt, wenngleich 1997 in Lauerskreuz neben mehreren Nebenerwerbslandwirten nur noch ein Vollerwerbslandwirt war.